# Psicologia fisiológica
A psicologia fisiológica é uma subdivisão da neurociência comportamental (psicologia biológica) que estuda os mecanismos neurais de percepção e comportamento através da manipulação direta dos cérebros de animais não humanos em experimentos controlados. Este campo da psicologia adota uma abordagem empírica e prática ao estudar o cérebro e o comportamento humano. A maioria dos cientistas neste campo acredita que a mente é um fenômeno que decorre do sistema nervoso. Ao estudar e adquirir conhecimento sobre os mecanismos do sistema nervoso, os psicólogos fisiológicos podem descobrir muitas verdades sobre o comportamento humano. Ao contrário de outras subdivisões da psicologia biológica, o foco principal da pesquisa psicológica é o desenvolvimento de teorias que descrevem as relações cérebro-comportamento.
A psicologia fisiológica estuda muitos tópicos relacionados à resposta do corpo a um comportamento ou atividade em um organismo.  Diz respeito às células cerebrais, estruturas, componentes e interações químicas envolvidas para produzir ações.  Os psicólogos neste campo geralmente concentram sua atenção em tópicos como sono, emoção, ingestão, sentidos, comportamento reprodutivo, aprendizagem / memória, comunicação, psicofarmacologia e distúrbios neurológicos. A base para esses estudos se envolve em torno da noção de como o sistema nervoso se entrelaça com outros sistemas do corpo para criar um comportamento específico.

## Sistema nervoso
O sistema nervoso pode ser descrito como um sistema de controle que interconecta os outros sistemas do corpo. Consiste no cérebro, medula espinhal e outros tecidos nervosos em todo o corpo.  A principal função do sistema é reagir a estímulos internos e externos no corpo humano. Ele usa sinais elétricos e químicos para enviar respostas a diferentes partes do corpo e é composto de células nervosas chamadas neurônios. Através do sistema, as mensagens são transmitidas aos tecidos do corpo, como um músculo. Existem duas subdivisões principais no sistema nervoso conhecidas como sistema nervoso central e periférico. O sistema nervoso central é composto pelo cérebro e pela medula espinhal. O cérebro é o centro de controle do corpo e contém milhões de conexões neurais. Este órgão é responsável por enviar e receber mensagens do corpo e de seu ambiente. Cada parte do cérebro é especializada em diferentes aspectos do ser humano.  Por exemplo, o lobo temporal tem um papel importante na visão e na audição, enquanto o lobo frontal é significativo para a função motora e a resolução de problemas.  A medula espinhal está ligada ao cérebro e serve como o principal conector dos nervos e do cérebro.  O tecido nervoso que fica fora do sistema nervoso central é conhecido coletivamente como sistema nervoso periférico. Este sistema pode ser dividido em sistema nervoso autônomo e somático. O sistema autônomo pode ser referido como o componente involuntário que regula os órgãos e mecanismos corporais, como digestão e respiração. O sistema somático é responsável por transmitir mensagens do cérebro para várias partes do corpo, seja absorvendo estímulos sensoriais e enviando-os ao cérebro ou enviando mensagens do cérebro para que os músculos se contraiam e relaxem. O sistema nervoso é uma rede complexa e intrincada de células e fibras que serve como centro de comunicação dentro do corpo humano. Composto pelo sistema nervoso central (SNC), que inclui o cérebro e a medula espinhal, e o sistema nervoso periférico (SNP), que se estende por todo o resto do corpo, esse sistema é responsável por transmitir sinais entre diferentes partes do corpo e facilitar a coordenação de várias funções fisiológicas. Os neurônios, os blocos de construção fundamentais do sistema nervoso, transmitem sinais elétricos e químicos, permitindo a rápida troca de informações. O SNC, como centro de comando, processa informações sensoriais, inicia respostas e armazena memórias. Em contraste, o SNP conecta o SNC a órgãos, músculos e glândulas, permitindo ações voluntárias e involuntárias. A intrincada interação do sistema nervoso é essencial para manter a homeostase, responder a estímulos e orquestrar comportamentos complexos e processos cognitivos. Compreender a estrutura e a função do sistema nervoso é fundamental para compreender vários distúrbios neurológicos e avançar nas intervenções médicas para apoiar a saúde e o bem-estar humano em geral.

## Dormir
O sono é um comportamento provocado pelo corpo que inicia a sensação de sonolência para que as pessoas descansem por várias horas de cada vez.  Durante o sono, há uma redução da consciência, capacidade de resposta e movimento. Em média, um ser humano adulto dorme entre sete e oito horas por noite. Há uma porcentagem mínima que dorme menos de cinco a seis horas, o que também é um sintoma de privação de sono, e uma porcentagem ainda menor de pessoas que dormem mais de dez horas por dia. Dormir demais demonstrou ter uma correlação com maior mortalidade. Não há benefícios em dormir demais e pode resultar em inércia do sono, que é a sensação de sonolência por um período de tempo após acordar. Existem duas fases do sono: movimento rápido dos olhos (REM) e sono não REM (NREM).
O sono REM é o estágio menos repousante em que você sonha e experimenta movimentos musculares ou contrações. Também durante esta fase do sono, a frequência cardíaca e a respiração de uma pessoa são tipicamente irregulares. A atividade elétrica no cérebro durante o sono REM causa sinais com a mesma intensidade avassaladora de estar acordado por dentro. A mesma energia cerebral é usada durante o sono REM, medida pelo metabolismo do oxigênio e da glicose, da mesma forma que estar acordado. Os EEGs são usados para perceber esses padrões no cérebro durante os diferentes estágios do sono REM e não REM. O sono não REM, também chamado de sono de ondas lentas, está associado ao sono profundo. O sono não REM, também chamado de sono de ondas lentas, está associado ao sono profundo. A pressão arterial, a frequência cardíaca e a respiração do corpo geralmente diminuem significativamente em comparação com um estado de alerta. O sonho pode ocorrer neste estado; no entanto, uma pessoa não é capaz de se lembrar deles devido ao quão profundos eles estão no sono e à incapacidade de ocorrer consolidação na memória. Os ciclos REM geralmente ocorrem em intervalos de 90 minutos e aumentam de duração à medida que a quantidade de sono em uma sessão progride. Em uma noite típica de descanso, uma pessoa terá cerca de quatro a seis ciclos de sono REM e não REM.
O sono é importante para o corpo, a fim de se restaurar do esgotamento de energia durante a vigília e permite a recuperação, uma vez que a divisão celular ocorre mais rapidamente durante o ciclo não REM. O sono também é importante para manter o funcionamento do sistema imunológico, além de ajudar na consolidação de informações previamente aprendidas e experimentadas na memória. Se o sono for privado, a lembrança de informações geralmente diminui. Foi demonstrado que os sonhos que ocorrem durante o sono aumentam a criatividade mental e as habilidades de resolução de problemas.
À medida que o período de tempo desde que ocorreu o último ciclo não-REM aumenta, o impulso do corpo para o sono também aumenta. Fatores físicos e ambientais podem ter uma grande influência sobre o impulso do corpo para dormir. Estimulação mental, dor e desconforto, temperaturas ambientais mais altas/mais baixas do que o normal, exercícios, exposição à luz, ruído, fome e excessos resultam em um aumento na vigília. Pelo contrário, a atividade sexual e alguns alimentos, como carboidratos e laticínios, promovem o sono.